# 皮爾斯鎮區 (密蘇里州斯通縣)
皮爾斯鎮區（英語：Pierce Township）是位於美國密蘇里州斯通縣的一個行政鎮區。

## 地方資料
皮爾斯鎮區的面積為45.13平方千米，當中陸地面積為45.06平方千米，而水域面積為0.06平方千米。根據2020年美國人口普查的數據，當地共有人口1950人，而人口密度為每平方千米43.21人。